# Marqués de Milford Haven
El título de Marqués de Milford Haven es un título noble británico creado en 1917 para el príncipe Luis de Battenberg, ex Primer Lord del Mar y relacionado con la familia real británica. En medio de los sentimientos antialemanes surgidos en el Reino Unido durante la Primera Guerra Mundial, Luis renunció a sus títulos alemanes y adoptó el apellido Mountbatten (versión inglesa del apellido Battenberg). Al mismo tiempo que se le otorgó el título de marqués, fue nombrado conde de Medina y vizconde de Alderney. Los títulos están en manos de su bisnieto, el cuarto marqués, que sucedió a su padre en 1970.

## Marqueses de Milford Haven
- Luis Mountbatten, primer marqués de Milford Haven.
- Jorge Mountbatten, segundo marqués de Milford Haven.
- David Mountbatten, tercer marqués de Milford Haven.
- Jorge Mountbatten, cuarto marqués de Milford Haven.